# Championnat de Birmanie de football 2013
Navigation
Saison précédente Saison suivante
Le Championnat de Birmanie de football 2013 est la sixième édition de la Myanmar National League. Les douze meilleurs clubs du pays sont regroupés au sein d'une poule unique où ils s'affrontent deux fois, à domicile et à l'extérieur. Les deux derniers du classement final sont relégués et remplacés par les deux meilleurs clubs de D2.
C'est le club de Yangon United, double tenant du titre, qui est à nouveau sacré cette saison après avoir terminé en tête du classement final, avec sept points d’avance sur Nay Pyi Taw FC et huit sur Zayar Shwe Myay FC. C'est le troisième titre de champion de Birmanie de l'histoire du club.

## Qualifications continentales
Le champion de Birmanie et son dauphin se qualifient pour la Coupe de l'AFC 2014.

## Les clubs participants
| - Yadanarbon FC - Yangon United - Magwe FC - Kanbawza FC - Zwekapin United - Nay Pyi Taw FC | - Zayar Shwe Myay FC - Hantharwady United - Ayeyawady FC - Southern Myanmar United - Manaw Myay FC - Rakhine United |

## Compétition
Le barème utilisé pour établir le classement est le suivant :
- Victoire : 3 points
- Match nul : 1 point
- Défaite : 0 point

### Classement
| Rang | Équipe                  | Pts | J  | G  | N  | P  | Bp | Bc | Diff |
| ---- | ----------------------- | --- | -- | -- | -- | -- | -- | -- | ---- |
| 1    | Yangon UnitedT          | 49  | 22 | 15 | 4  | 3  | 42 | 20 | +22  |
| 2    | Nay Pyi Taw FC          | 42  | 22 | 12 | 6  | 4  | 34 | 21 | +13  |
| 3    | Zayar Shwe Myay FC      | 41  | 22 | 11 | 8  | 3  | 30 | 20 | +10  |
| 4    | Kanbawza FC             | 38  | 22 | 10 | 8  | 4  | 46 | 24 | +22  |
| 5    | Yadanarbon FC           | 32  | 22 | 8  | 8  | 6  | 28 | 20 | +8   |
| 6    | Magwe FC                | 32  | 22 | 7  | 11 | 4  | 32 | 27 | +5   |
| 7    | Ayeyawady United        | 29  | 22 | 6  | 11 | 5  | 36 | 31 | +5   |
| 8    | Zwekapin United         | 23  | 22 | 5  | 8  | 9  | 24 | 31 | -7   |
| 9    | Manaw Myay FC           | 20  | 22 | 4  | 8  | 10 | 23 | 34 | -11  |
| 10   | Southern Myanmar United | 18  | 22 | 5  | 3  | 14 | 15 | 41 | -26  |
| 11   | Hanthawardy United      | 17  | 22 | 3  | 8  | 11 | 23 | 39 | -16  |
| 12   | Rakhapura United        | 11  | 22 | 2  | 5  | 15 | 21 | 46 | -25  |

|  | Qualification pour la Coupe de l'AFC 2014 |
|  | Relégation directe en deuxième division   |
|  | T : Tenant du titre                       |

## Bilan de la saison
| Championnat de Birmanie de football 2013 |                          |
| Champion                                 | Yangon United (3e titre) |
| Coupes et trophées                       |                          |
| Vainqueur de la Coupe de Birmanie 2013   | Non disputée             |
| Qualifications continentales             |                          |
| Coupe de l'AFC 2014                      | Yangon United            |
| Coupe de l'AFC 2014                      | Nay Pyi Taw FC           |
| Promotions et relégations                |                          |
| Promus en Myanmar National League        | Chin United              |
| Promus en Myanmar National League        | GFA FC                   |
| Relégués en MNL-2                        | Hantharwady United       |
| Relégués en MNL-2                        | Rakhapura United         |